# Thasyraea
Thasyraea là một chi nhện trong họ Zoridae.